# Muhlenbergia iridifolia
Muhlenbergia iridifolia är en gräsart som beskrevs av Thomas Robert Soderstrom. Muhlenbergia iridifolia ingår i släktet muhlygräs, och familjen gräs. Inga underarter finns listade i Catalogue of Life.